# Coupe du monde de biathlon 1982-1983
Navigation
Édition précédente Édition suivante
La 6e édition de la Coupe du monde de biathlon se déroule entre le 27 janvier 1983 et le 11 mars 1983. La compétition se compose de cinq étapes, la première à Ruhpolding en Allemagne de l'Ouest, la dernière à Oslo en Norvège, et est ponctuée en février par les Championnats du monde à Antholz-Anterselva. 

## Programme
La saison 1982-1983 est organisée selon le calendrier suivant :
| Étape | Lieu                | Date début      | Date fin        |
| ----- | ------------------- | --------------- | --------------- |
| 1     | Ruhpolding          | 27 janvier 1983 | 30 janvier 1983 |
| 2     | Antholz-Anterselva  | 9 février 1983  | 12 février 1983 |
| ChM   | Antholz-Anterselva  | 24 février 1983 | 27 février 1983 |
| 4     | Lahti               | 4 mars 1983     | 5 mars 1983     |
| 5     | Oslo - Holmenkollen | 9 mars 1983     | 11 mars 1983    |

## Classement

### Classement général
| Rang | Nom                | Points | Victoire(s) |
| ---- | ------------------ | ------ | ----------- |
|      | Peter Angerer      | 143    | 1           |
| 2    | Eirik Kvalfoss     | 136    | 2           |
| 3    | Frank Ullrich      | 134    | 2           |
| 4    | Frank-Peter Rötsch | 128    | 1           |
| 5    | Odd Lirhus         | 126    | -           |
| 6    | Algimantas Šalna   | 122    | 3           |
| 7    | Fritz Fischer      | 117    | -           |
| 8    | Johann Passler     | 117    | -           |
| 9    | Matthias Jacob     | 95     | -           |
| 10   | Alfred Eder        | 90     | -           |

## Calendrier et podiums

### Hommes

#### Épreuves individuelles[2]
| Étape                                              | Lieu               | Épreuve          | Date            | Vainqueur          | Deuxième           | Troisième          | Leader du classement général |
| -------------------------------------------------- | ------------------ | ---------------- | --------------- | ------------------ | ------------------ | ------------------ | ---------------------------- |
| 1                                                  | Ruhpolding         | Individuel 20 km | 27 janvier 1983 | Peter Angerer      | Andreas Schweiger  | Frank Ullrich      | Peter Angerer                |
| 1                                                  | Ruhpolding         | Sprint 10 km     | 28 janvier 1983 | Eirik Kvalfoss     | Frank Ullrich      | Odd Lirhus         | Frank Ullrich                |
| 2                                                  | Antholz-Anterselva | Individuel 20 km | 9 février 1983  | Frank Ullrich      | Odd Lirhus         | Peter Angerer      | Frank Ullrich                |
| 2                                                  | Antholz-Anterselva | Sprint 10 km     | 11 février 1983 | Algimantas Šalna   | Peter Angerer      | Frank-Peter Rötsch | Frank Ullrich                |
| Championnats du monde 1983 (23 au 27 février 1983) |                    |                  |                 |                    |                    |                    |                              |
| ChM                                                | Antholz-Anterselva | Individuel 20 km | 23 février 1983 | Frank Ullrich      | Frank-Peter Rötsch | Peter Angerer      | Frank Ullrich                |
| ChM                                                | Antholz-Anterselva | Sprint 10 km     | 26 février 1983 | Eirik Kvalfoss     | Peter Angerer      | Alfred Eder        | Peter Angerer                |
| Fin des Championnats du monde                      |                    |                  |                 |                    |                    |                    |                              |
| 3                                                  | Lahti              | Individuel 20 km | 4 mars 1983     | Algimantas Šalna   | Odd Lirhus         | Fritz Fischer      | Peter Angerer                |
| 3                                                  | Lahti              | Sprint 10 km     | 5 mars 1983     | Algimantas Šalna   | Eirik Kvalfoss     | Dmitriy Vasilyev   | Peter Angerer                |
| 4                                                  | Oslo-Holmenkollen  | Individuel 20 km | 9 mars 1983     | Dmitriy Vasilyev   | Johann Passler     | Andreas Schweiger  | Peter Angerer                |
| 4                                                  | Oslo-Holmenkollen  | Sprint 10 km     | 10 mars 1983    | Frank-Peter Rötsch | Peter Angerer      | Johann Passler     | Peter Angerer                |